# برانکووتسی
برانکووتسی (به صربی: Brankovci) یک منطقهٔ مسکونی در صربستان است که در بوسیلگراد واقع شده‌است. برانکووتسی ۱۱۶ نفر جمعیت دارد.